# Колокація (лінгвістика)
Колокація (англ. collocation) — комбінація двох або більше слів, які формують стійке словосполучення, що відіграє важливе значення для природного звучання мови. У колокаціях один компонент вибирається за змістом, а вибір другого залежить від вибору першого та визначається традицією.

## Способи класифікації
Колокації будуються за певними формулами, а саме відповідно до сполучуваності частин мов. Не існує єдиної точки зору щодо класифікацій колокацій. Деякі джерела класифікували колокації за 5 критеріями, інші за 7 або за 9 видами:
1. Дієслово + іменник (verb + noun): make a noise (шуміти), have a party (влаштувати вечірку), take a pill (випити таблетку).
2. Іменник + дієслово (noun + verb): time passes (час минає); time goes by (час проходить).
3. Прикметник + іменник (adjective + noun): lasting happiness (тривале щастя), strong accent (сильний акцент), bright colour (яскравий колір), heavy rain (сильний дощ).
4. Дієслово + прислівник (verb + adverb): smile proudly (сміятися гордо), work hard (наполегливо працювати), smiled softly (ніжно посміхнулася). wander aimlessly (блукати безцільно).
5. Прислівник + дієслово (adverb + verb): distinctly remember (виразно пам'ятати), flatly refuse (категорично відмовитися).
6. Прислівник + прикметник (adverb + adjective): absolutely wrong (абсолютно неправильний), highly unlikely (дуже малоймовірно), utterly ridiculous (абсолютно смішний); blissfully happy (блаженно щасливий).
7. Дієслово + прийменник (verb + preposition) (включно із фразовими дієсловами): talk about something (говорити про щось), burst into tears (розплакатися), filled with horror (нажаханий), to fill with joy (наповнити радістю).
8. Іменник + іменник (noun + noun): a key factor (ключовий фактор), a pocket calculator (кишеньковий калькулятор).
9. Сталі фрази: It seems to me that (мені здається, що…), It's worth seeing/going to (Це варто побачити, сходити).